# Lianhua-Filmgesellschaft
Die Filmgesellschaft Lianhua (chinesisch 聯華影業公司 / 联华影业公司, Pinyin Liánhuá Yǐngyè Gōngsī) war in den 1930er Jahren eine der beiden großen Filmproduktionsgesellschaften in Shanghai, China. Die andere war die Mingxing-Filmgesellschaft.

## Namen
Der ursprüngliche Name des Unternehmens war Lianhua Productions. Sie ist auch durch eine große Zahl der übersetzten Namen bekannt, vor allem China Film Company, United China Film Company und United Photoplay Service. Später lautete der vollständige Name der Gesellschaft mit beschränkter Haftung „Lianhua Film Production and Processing Company, Ltd.“

## Geschichte
Auf die Idee des Hongkonger Geschäftsmannes Luo Mingyou (Law Ming-Yau) wurde Lianhua im März 1930 offiziell in Hong Kong von Luo und seine Partner, Regisseur Li Minwei (Lai Man-Wai), registriert.
Das gesamte Unternehmen wurde jedoch 1931 in das geschäftige Shanghai übertragen. Im selben Jahr wurde die Bright Moonlight Song and Dance Troupe, gegründet von Li Jinhui, in die Filmgesellschaft integriert. Es war das erste Mal, dass eine chinesische Popmusikgruppe Teil der Filmindustrie wurde. Das Unternehmen war später auch verantwortlich für den Aufstieg der ersten Generation von Shidaiqu-Musik.
Das Studio selbst bestand aus vier Studioniederlassungen: Minxin (ebenfalls von Li gegründet), Dazhonghua Baihe, Shanghai Yingxi und Xianggong Yingye. Alle vier waren in den 1920er Jahren unabhängige Studios, bevor Lou sie in den frühen 1930er Jahren zusammenfasste.
In der Mitte der 1930er Jahre schwand jedoch der Erfolg Lianhuas, da der Krieg mit Japan seinen Tribut sowohl bei dem Unternehmen als auch der Stadt forderte. Japanische Bomber zerstört zahlreiche Betriebe Lianhuas einschließlich ihres Studio Nr. 4, und bald verlor das Unternehmen mit jedem produzierten Film Geld. 1936 verließ Luo das Lianhua-Management. Li Min-wei reformierte die Minxin Film Company als unabhängiges Studio mit Teilen aus Lianhua Studio Nr. 1. Als sich die nationalistischen Kräfte im Spätsommer 1937 aus Shanghai zurückzogen besiegelten sie den endgültigen Zusammenbruch des Unternehmens. Bis zum Ende des Krieges war Lianhua fast vollständig durch andere Filmgesellschaften verdrängt, vor allem durch die Xinhua-Filmgesellschaft.
Mit dem Ende des Krieges kehrten viele Regisseure Lianhuas aus Chongqing, Hongkong und anderen Städten nach Shanghai zurück. Vor allem Cai Chusheng, der im Jahre 1946 zurückkehrte, setzte sich für dine Wiederbelebung des Namens Lianhua ein. So wurde die Lianhua-Filmgesellschaft gegründet. Schließlich wurde diese neue Lianhua in die Kunlun-Filmgesellschaft umbenannt, die viele der bedeutendsten Filme der 1940er Jahre produzierte, darunter Die Wasser des Frühlingsstromes fließen nach Osten (Regie: Cai Chusheng, Zheng Junli, 1947) und Crows and Sparrows (Regie: Zheng Junli, 1949).

## Filme
Wie auch seine Wettbewerber beschäftigte Lianhua beschäftigt viele Regisseure, die Teil der linken Filmbewegung waren. Während dieser Zeit produzierten und führten sie einige der bedeutendsten Filme ihrer Zeit auf, zum Beispiel:
- Love and Duty (Regie: Bu Wancang, 1932)
- Night in the City (Regie: Fei Mu, 1933)
- Shen nü – Die Göttliche (Regie: Wu Yonggang, 1934)
- New Women (Regie: Cai Chusheng, 1934)
- The Big Road (Regie: Sun Yu, 1934)
- Blood on Wolf Mountain (Regie: Fei Mu, 1936)

## Talente
Wie andere frühe Studios hatte auch Lianhua einen internen Talentpool von Regisseuren, Schauspielern, Schauspielerinnen und Drehbuchautoren. Tatsächlich waren viele Talente mit einem der vier Zweigstellen unter Vertrag, während sie noch unabhängig waren (wie Ruan Lingyu, wurde mit Dazhonghua Baihe). Es folgt eine unvollständige Liste solcher Talente und Persönlichkeiten:

### Regisseure
- Bu Wancang
- Cai Chusheng
- Fei Mu
- Shi Dongshan
- Sun Yu
- Tan Youliu
- Wu Yonggang

### Schauspieler und Schauspielerinnen
- Jiang Qing
- Li Lili
- Ruan Lingyu
- Zheng Junli